# マイクの細道
「マイクの細道」（マイクのほそみち）は、日本のヒップホップグループRHYMESTERのメジャー14枚目のシングル。2017年6月14日にstarplayers Records（JVCケンウッド・ビクターエンタテインメント）から発売された。同年4月29日に表題曲のみ先行配信された。

## 概要
2017年4月から放送されたテレビ東京系ドラマ「SR サイタマノラッパー〜マイクの細道〜」のオープニングテーマとして書き下ろされ、同年4月26日に表題曲のみビクター傘下のCONNECTONEから配信リリースされた。しかし、「意図していた音量より低いものであった」ことが判明し、各配信サイトのデータの切り替え作業を行うことが4月29日に発表され、5月10日に切り替え作業の終了が案内された。

## 収録曲

### CD
1. マイクの細道 [3:23]
(作詞：宇多丸, Mummy-D / 作曲：BACHLOGIC)
  - テレビ東京系ドラマ「SR サイタマノラッパー〜マイクの細道〜」オープニングテーマ。
2. マイクの細道 (SR Remix) feat. SHO-GUNG [3:23]
(作詞：宇多丸, Mummy-D, 上鈴木兄弟 / 作曲：BACHLOGIC)
  - 上記のドラマ「SR サイタマノラッパー」に登場する主人公のグループ「SHO-GUNG[注釈 1]」がラップで参加[4]。
3. マイクの細道 (Instrumental) [3:23]
4. マイクの細道 (Acapella) [3:18]

### DVD
1. マイクの細道 Music Video [42:22]
  - 副音声はメンバーによる（生）ビールコメンタリー。ゲストに「SR サイタマノラッパー」脚本・監督の入江悠とミュージック・ビデオのディレクターを担当したtatsuaki（斉藤竜明）が参加[5]。